# Kees Jan de Vet
C.J.G.M. (Kees Jan) de Vet (Wouw, 27 oktober 1957) is een Nederlands politicus van het CDA.
Na zijn hbo-opleiding personeelsbeleid en arbeidsverhoudingen in Breda begon De Vet in 1982 zijn carrière als beleidsmedewerker in de Tweede Kamer. Daarnaast studeerde hij politieke en sociale wetenschappen aan de Universiteit van Amsterdam waar hij in 1987 afstudeerde. In 1988 werd hij persoonlijk medewerker van de minister van Landbouw, Natuurbeheer en Visserij wat hij tot 1992 zou blijven. Daarnaast was hij van 1987 tot 1992 lid van Provinciale Staten van Noord-Brabant.
In 1992 werd De Vet benoemd tot burgemeester van Prinsenbeek. Toentertijd was hij de jongste burgemeester van Nederland. Bij de gemeentelijke herindeling van 1 januari 1997 ging Prinsenbeek op in Breda waarna hij waarnemend burgemeester van Westvoorne werd. In september van dat jaar volgde zijn benoeming tot burgemeester van de Utrechtse gemeente Leusden.
In september 2008 kwam voorlopig een einde aan zijn burgemeesterscarrière en werd hij lid van de directieraad van de Vereniging van Nederlandse Gemeenten (VNG). In september 2016 werd hij de waarnemend burgemeester van Culemborg als tijdelijk opvolger van Roland van Schelven die met pensioen ging. Per 9 juni 2017 is Gerdo van Grootheest benoemd tot burgemeester van Culemborg. In mei 2017 werd De Vet voorgedragen voor de functie van dijkgraaf van het waterschap Brabantse Delta per 1 september dat jaar. Begin september 2024 kondigde hij aan dat hij per 1 mei 2025 van plan is te stoppen als dijkgraaf.